# Segundo Gobierno Günther
El Segundo Gobierno de Daniel Günther ejerce el poder ejecutivo de Schleswig-Holstein, a partir del 29 de junio de 2022. Encabezado por el político Daniel Günther, el gobierno está integrado por los partidos políticos Unión Demócrata Cristiana de Alemania (CDU) y Alianza 90/Los Verdes (B'90/Grüne).

## Mandato
Este gobierno está dirigido por el ministro presidente democristiano Daniel Günther. Está formado y apoyado por una coalición entre la Unión Demócrata Cristiana de Alemania (CDU) y Alianza 90/Los Verdes (B'90/Grüne). Juntos tienen 48 diputados de 69 de los escaños en el Parlamento de Schleswig-Holstein.
Por lo tanto, sucede al Primer Gobierno Günther, formado por la CDU, la B'90/Grüne y el FDP.

## Gabinete ministerial
Unión Demócrata Cristiana de Alemania     Alianza 90/Los Verdes

### Ministro Presidente de Schleswig-Holstein
| Fotografía | Ministro presidente | Período             | Período     | Partido | Partido |
| Fotografía | Ministro presidente | Inicio              | Fin         | Partido | Partido |
| ---------- | ------------------- | ------------------- | ----------- | ------- | ------- |
|            | Daniel Günther      | 29 de junio de 2022 | En el cargo |         |         |

### Viceministra presidenta de Schleswig-Holstein
| Fotografía | Vice primer ministro | Período             | Período             | Partido | Partido |
| Fotografía | Vice primer ministro | Inicio              | Fin                 | Partido | Partido |
| ---------- | -------------------- | ------------------- | ------------------- | ------- | ------- |
|            | Monika Heinold       | 29 de junio de 2022 | 31 de julio de 2024 |         |         |
|            | Aminata Touré        | 31 de julio de 2024 | En el cargo         |         |         |

### Ministros
| Ministerio                                                                | Fotografía | Titular                | Período             | Período             | Partido | Partido |
| Ministerio                                                                | Fotografía | Titular                | Inicio              | Fin                 | Partido | Partido |
| ------------------------------------------------------------------------- | ---------- | ---------------------- | ------------------- | ------------------- | ------- | ------- |
| Agricultura, Medio Rural, Europa y Protección del Consumidor              |            | Werner Schwarz         | 29 de junio de 2022 | En el cargo         |         |         |
| Asuntos Sociales, Juventud, Familia, Tercera Edad, Integración e Igualdad |            | Aminata Touré          | 29 de junio de 2022 | En el cargo         |         |         |
| Economía, Transportes, Trabajo, Tecnología y Turismo                      |            | Claus Ruhe Madsen      | 29 de junio de 2022 | En el cargo         |         |         |
| Educación, Formación, Ciencia, Investigación y Cultura                    |            | Karin Prien            | 29 de junio de 2022 | 6 de mayo de 2025   |         |         |
| Educación, Formación, Ciencia, Investigación y Cultura                    |            | Dorit Stenke           | 6 de mayo de 2025   | En el cargo         |         |         |
| Finanzas                                                                  |            | Monika Heinold         | 29 de junio de 2022 | 31 de julio de 2024 |         |         |
| Finanzas                                                                  |            | Silke Schneider        | 31 de julio de 2024 | En el cargo         |         |         |
| Interior, Comunidades, Vivienda y Deportes                                |            | Sabine Sütterlin-Waack | 29 de junio de 2022 | En el cargo         |         |         |
| Justicia y Salud                                                          |            | Kerstin von der Decken | 29 de junio de 2022 | En el cargo         |         |         |
| Transición Energética, Protección del Clima, Medio Ambiente y Naturaleza  |            | Tobias Goldschmidt     | 29 de junio de 2022 | En el cargo         |         |         |